# 提摩太前書
《提摩太前书》或譯《弟茂德前書》（希臘語：ΠΡΟΣ ΤΙΜΟΘΕΟΝ Α΄），是新约圣经中的一卷，通常列于第15卷，在圣经全书中是第54本书。这本书在基督教传统中被认为是使徒保罗写给提摩太的第一封信，这也是本书名字的由来。由于提摩太前书、提摩太后书和提多书这三卷圣经的对象是教会的牧者，因此亦称为教牧书信。多数当代学者认为该书写于保罗死后。
召會認為《提摩太前书》的主題是：「神對召會的經綸。」

## 作者與受者

### 作者
在提摩太前书的开头，清楚表明这封书信的作者是使徒保罗（提摩太前书1:2）。对于这一点在早期教会中并无异议。包括波利卡普、依納爵及羅馬的克雷芒等早期的基督教作家均贊同這個看法。最初幾個世紀的聖經書目也把這兩封信視為保羅所寫而將其編入聖經的正典裏。一位權威人士寫道：「很少新約經書擁有較它們更有力的支持證據，⋯⋯因此任何試圖否定其真確性的主張必然被視為是現代的新見解；這樣的主張是與早期教會的肯確證據相違的。」
不過十九世紀到二十世紀的學術研究開始對這封信的真實性提出了質疑，許多學者認為《提摩太前書》、《提摩太後書》和《提多書》都不是保羅書寫的，而是第2世紀中葉以後的一個不知名的基督徒所寫的。1807年，德国神学家弗里德里希·施莱尔马赫开始对此提出挑战。此后有許多学者接受了他的看法，並提出了一些不同的理論來否定保罗是该书的作者，並认为提摩太前书应该是较晚期的作品，像是：诺曼·佩兰、理查德·赫德、罗伯特·格兰特，甚至現今多數的學者都同意保羅可能不是教牧書信的作者。
這些最主要的質疑是：證據指出，教牧書信中包含了至少306個保羅無疑沒有在過去作品中使用的單詞，以至於可以看出教牧書信與保羅其他著作有顯著的寫作風格差異，這也顯示了教牧書信寫作時的教會組織條件與保羅生存的年代並不相符，因此在保羅過去的作品中找不到這些詞語。
不过仍有许多学者，特别是福音派背景者，坚信保罗是该书的作者，例如丹尼尔·华莱士、奈特、费、维斯林顿三世、约翰逊、斯托特和唐纳。

### 受者
在提摩太前书的开头，指出这封书信的收信人是提摩太。提摩太生長於路司得，父為希臘人，母為猶太人（使徒行传16:1）。他自幼受祖母及母親影響，熟習舊約聖經。由於提摩太十分長進，為人可靠，保羅便帶他參與第二次佈道旅程的工作。此後提摩太與保羅到處宣教，成為親密的同工。

## 寫作背景
當保羅從羅馬監獄獲釋，重返亞細亞和馬其頓時，曾吩咐提摩太留在以弗所負責選拔教會領袖及牧養信徒的工作。
在致提摩太的第一封信裏，保羅清楚釐定會衆在組織方面的若干辦事程序。此外，他也覺得有需要警告提摩太提防謬誤的主張，並且强化弟兄去抗拒那“似是而非的學問”。（提前6:20）此外，以弗所這個商業城市充滿了物質主義的引誘及“貪愛錢財”的精神，故此保羅針對這方面而提出的勸告無疑十分合時。（6:10）
提摩太的確具備適當的經驗和訓練去肩負這項工作。他的父親是希臘人，母親是個敬畏上帝的猶太人。我們無法確知提摩太在什麼時候首次接觸到基督教。後來，保羅約於公元49年末或50年初從事第二次海外傳道旅行時來到路司得（那時提摩太的年紀約有十餘歲或20歲左右），“路司得和以哥念的弟兄都稱讚他”，保羅於是作出安排讓提摩太跟他和西拉一起從事傳道旅行。
在使徒行傳以及在保羅的14封書信中，有11封曾指名提及提摩太。保羅一向對提摩太表現父親般的關懷，有幾次更派他前往探訪各群會衆。這一切都是有力的證據，表明提摩太在海外傳道工作上有卓越的表現，並且已具備資格負起更大的責任。

### 写作时间
通常认为，提摩太前书的写作时间是在保罗尽职的后期，时间跨度在61–64年之间。
由於很難將保羅寫信給提摩太和提多的時間安插在使徒行傳所論及的時期中，若干聖經評論家認為保羅上訴凱撒得勝，結果於公元61年獲釋。《新威斯敏斯特聖經辭典》（英文）説：“有人猜測使徒這次被囚最後導致他定罪被殺，但保羅於被囚兩年之後獲釋這個看法跟使徒行傳的最後一節經文較為吻合。路加强調沒有人禁止保羅工作，這件事實無疑使人覺得保羅的活動並沒有在短期內終止。” 故此，提摩太前書是保羅在羅馬初次被囚獲釋至他在該城最後一次被囚之間的時期（公元61–64年左右）寫成的。

### 写作地点
这封书信没有明确提出保羅在何處寫成致提摩太的第一封書信。提摩太前書1:3透露保羅把提摩太留下在以弗所處理會衆的若干事務，他本人則前往馬其頓。 可能他就在這個地方致信給留在以弗所的提摩太。

## 本书大纲[來源請求]
1. 問安（1章1-2節）
2. 要防備傳異端者（1章3-11節）
3. 個人經歷與勉勵（1章12-20節）
4. 有關崇拜秩序的指示（2章:1-15節）
5. 教會領袖的品德及教會性質（3章1-16節）
6. 當提防異端，作神的好僕人（4章1-16節）
7. 對教會內各類人士應有的做法（5章1節至6章2節）
8. 異端與貪財的謬誤（6章3-21節）

## 主要内容

### 勸勉人要持守清白的良心和信心
（覆盖提摩太前书1章1至20節）保羅在信的起頭把提摩太稱為「因信主作真兒子的」。致以問候之後，他鼓勵提摩太仍留在以弗所。提摩太必須糾正那些傳“别的教義”的人，這樣的道理只能引起無益的爭論，對在信仰上的進步是毫無建樹的。保羅指出這項囑咐的目的“是出於愛；這愛是發自純潔的心、無愧的良心和無偽的信心”。他補充説：“有人偏離了這些，就轉向無意義的辯論。”
雖然保羅以前是個褻瀆者、逼迫者，但由於主的非配得仁慈，“連同與基督耶穌有關的信心和愛心，卻異常豐盛，”他得蒙憐恤。他曾經是個罪魁，因此他成了“來到世界上為要拯救罪人”的基督耶穌在表現恆忍方面的一個範本。願一切尊貴、榮耀全歸於永世的君王，直到永永遠遠。這乃是再適當不過的事！保羅囑咐提摩太要打那美好的仗，“持守着信心和純善的良心”。他絶不可效學那些“在自己的信仰上遭遇了船破之禍”，像許米乃和亞歷山大一類的人。這些人由於褻瀆而受保羅所管教。

### 就崇拜及會衆的組織提出勸告
（覆盖提摩太前书2章1節至6章2節）要為各式各樣的人，包括居高位的人禱告祈求，好使基督徒能够秉着敬虔的效忠過安寧平靜的生活。上帝的旨意“是要各式各樣的人得救，而且對真理獲得確切的認識。只有一位上帝，在上帝和人之間只有一位居間者，就是基督耶穌這個人，他把自己交了出來，為所有人作對應的贖價”。保羅受到任命作使徒和這些事的教師。因此，他促請男子要懷着忠貞的態度禱告，女子則在衣着方面要謙遜得體，與崇敬上帝之人的身分相稱。女子必須沉默地學習，不可轄管男子，“因為先造的是亞當，後造的是夏娃。”（提摩太前书2:13）
人若悉力追求監督的職分，就是羨慕善工。保羅接着列出監督和服事僕人的資格。監督必須“無可指摘，作一個妻子的丈夫，在習慣上有節制，頭腦健全，有秩序，好客，有教導的資格，不醉酒鬧事，不打人，卻要是合理的，不好吵架，不愛好金錢，以良好方式督導自己的家庭，使兒女十分莊重而順服，⋯⋯不是新近歸信的人，⋯⋯此外，他也應該從外人獲得美好的證言。”服事僕人也要符合類似的條件，在正式以這個身分服務之前，必須先受試驗，看看是否合適。保羅把這些事寫出來，目的是要讓提摩太知道在上帝的會衆裏應當怎樣行事為人，而會衆就是“真理的柱石和根基”。（提摩太前书3:15）
保罗警告说，在後來的時候，有些人會離棄信仰，隨從鬼魔的道理。这些人會禁止人嫁娶，又禁戒人吃上帝所造、只要人懷着感謝之心就可領受的食物。保罗指出，身為上帝服事者，提摩太必須棄絶一切謬誤的主張和“老婦荒渺的話”。在另一方面，他必須以敬虔效忠為目標去訓練自己。“我們之所以辛勤勞碌，也正是為了這些，”保羅説，“因為我們的盼望都在乎永生的上帝。祂是全人類的救主，更是信徒的救主。”（引文摘自《當代中文圣经》）故此，提摩太務要繼續提出這些勸戒，教人切實遵守。他不應讓人小看他年輕，相反，他要在行為和敬虔的服務上作榜樣。他要在這些事上專心，留意自己的為人和教訓，因為他在這些事上恆心，就“能救自己，又能救聽他的人”。
保羅勸告提摩太應當怎樣與人相處：要待老年男子如同父親，年輕人如同弟兄；老年婦人如同母親，年輕女子如同姊妹。無依無靠的寡婦，要予以適當的供應和幫助。但若是可能的話，寡婦的家人應當照顧她的需要。人若不這樣行，便等於背棄信仰了。寡婦若至少已60歲，“又有行善的名聲”，便可登記在册子上。（提摩太前书5:10）在另一方面，那些仍受性慾衝動所支配的年輕寡婦就不應予以登記。與其任由她們挨家閒蕩，説長道短，倒不如讓她們另覓配偶，生養兒女，以免讓反對者有機可乘。
以良好方式主持事務的長者，“尤其是那些在講話和教導上辛勞工作的，”當配受雙倍的尊榮。除非有兩三個見證人的證據，否則就不要受理對長者提出的控訴。要當着所有旁觀者面前責備那些慣常犯罪的人，但在這些事上不可有先入為主的成見，也不可心懷偏頗。作奴隸的要尊敬主人，提供良好的服務，對「信徒和蒙愛的人」，就更當如此。（提摩太前书6:2）

### 就「敬虔效忠以及自足」所提出的勸告
（覆盖提摩太前书6章3至21節）那些不贊成健全話語的人總是自高自大，喜歡質疑而處於精神上的病態，往往因小事發生猛烈爭執。然而，“但你这属上帝的人要逃避这些事，追求公义、敬虔、信心、爱心、忍耐、温柔。人有衣有食便當知足。若一心想要發財，就落入毁滅的網羅裏了。“貪財是萬惡之根”。保羅敦促提摩太，身為屬上帝的人，務要逃避這些事；相反，要追求基督徒的德行，為信仰打那美好的仗，以求“持定永生”。他必須“以沒有污點、無可指摘的方式”遵守誡命，直到主耶穌基督顯現的時候。原文“要守这命令，毫不玷污，无可指责，直到我们的主耶稣基督显现。到了日期，那可称颂、独有权能的万王之王、万主之主，就是那独一不死，住在人不能靠近的光里，是人未曾看见，也是不能看见的，要将他显明出来。”这里保罗也很清楚地教导提摩太以及所有的信徒们，要等候万王之王，万主之主，（见启示录17:14，19:16）就是我们的上帝，我们的救主，耶稣基督的再来并祂的国的降临。而富有的人“不要把希望寄於無定的財富上，卻要寄託在⋯⋯上帝身上”，這樣才能持定真正的生命。保羅在信末勉勵提摩太要保守託付給他的東西，避開一切污穢人的言談及“偽稱知識的種種矛盾”。

## 基督新教觀點

### 避开哲学和贪财
這封信對那些喜歡作虚妄猜測和哲學辯論的人提出嚴厲的警告。為言詞爭辯與自傲有關，因此是基督徒必須避免的。保羅说，這些事會妨礙基督徒成長，“只提供種種有待探討的問題，在信心上並不帶來任何由上帝分配的事物”。像屬肉體的行為一樣，這些爭論是“與那健全教訓敵對的”，而健全教訓所依照的乃是“快樂的上帝的榮耀好消息”。
在貪愛錢財的以弗所，基督徒需要勸告幫助他們抵抗物質主義的精神及各種令人分心的事。世人常常引用他的話説：“貪財是萬惡之根”。基督徒必須時刻留意聽從這項勸告，這是生死攸關的事。他們必須逃避物質主義的有害陷阱，不是寄望於“無定的錢財”，而是寄望於那“厚賜百物給我們享受的上帝”。
保羅的信顯示提摩太本人是年輕基督徒的好榜樣。他雖然比較年輕，靈性卻十分成熟。他努力養成作監督的資格，並從他所享的特權獲得豐盛的祝福。但是正如今日所有熱心的年輕服事者一般，他需要繼續沉思這些事，全神貫注於其中，這樣才能够不斷進步。對所有力求進步以保持快樂的基督徒來説，保羅的勸告多麽合時：“要時刻留意自己和自己的教導。這些事要持之以恆，因為這樣做既能救自己，又能救那些聽從你的人。”

### 男女的不同属灵职务
這封受上帝感示的信幫助人對上帝所作的各項有秩序的安排養成體會，説明男子和女子可以怎樣分别在會衆中盡一份力去維持神治的和諧。（提摩太前书2:8-15）然後這封信討論監督和服事僕人的資格。這樣聖靈遂為那些持有特别服務職位的人定下所需具備的條件。信中同時鼓勵所有獻了身的服事者努力符合這些標準，説：“人若想要得監督的職分，就是羨慕善工。”（提摩太前书3:1-13）信中也討論監督對會衆中不同年齡及性别的分子所應懷有的正確態度，並且提及怎樣在見證人面前處理會衆成員所受到的指控。為了强調那些辛勤傳道教人的長者當受加倍的敬奉，保羅兩次提及希伯來文聖經的經文而引之為權威：“牛在場上踹穀的時候，不可籠住牠的嘴。”又説：“工人得工價是應當的。”

### 基督徒的品格
提出了上述各項良好勸告之後，保羅進一步指出基督徒應當以毫無玷污，無可指責的方式遵守誡命，直至萬王之王，萬主之主耶穌基督的顯現。這封信根據王國的希望對基督徒提出有力的勸勉作為結束，吩咐他們要“行善，在好事上富足，甘心施捨，樂意供給人，為自己積成美好的根基，預備將來，叫他們持定真正的生命”。

### 阅读圣经
- 提摩太前书 （页面存档备份，存于）
- 提摩太前書 （页面存档备份，存于）